# 5-Metilcitosina
5-Metilcitosina é uma forma metilada de citosina na qual um grupo metilo é ligado ao carbono 5, alterando sua estrutura sem alterar suas propriedades de paridade de base.

## In vivo
Em alguns pontos o DNA contém uma quinta base nitrogenada, a metilcitosina (mC) que é gerada pela agregação de um grupo metila à citosina. Essa metilação se acha restrita às citosinas seguidas de guanina (mCG). A metilação do DNA ao nível do promotor pode abolir a atividade de um gene, enquanto muitas metilações em sua região codificadora não a afetam. Um gene pode ser metilado em um tipo celular e não em outro. A herança das mC é devido a que, durante a replicação do DNA, ao se duplicar cada uma de suas cadeias, as C das cadeias filhas adquirem um grupo metila, com ação da metilase de manutenção. Os genes inativos, muito metilados, ao se ativarem podem perder parte de sua metilação. O mecanismo de modulação dessa substituição é desconhecido.

## Imagens adicionais

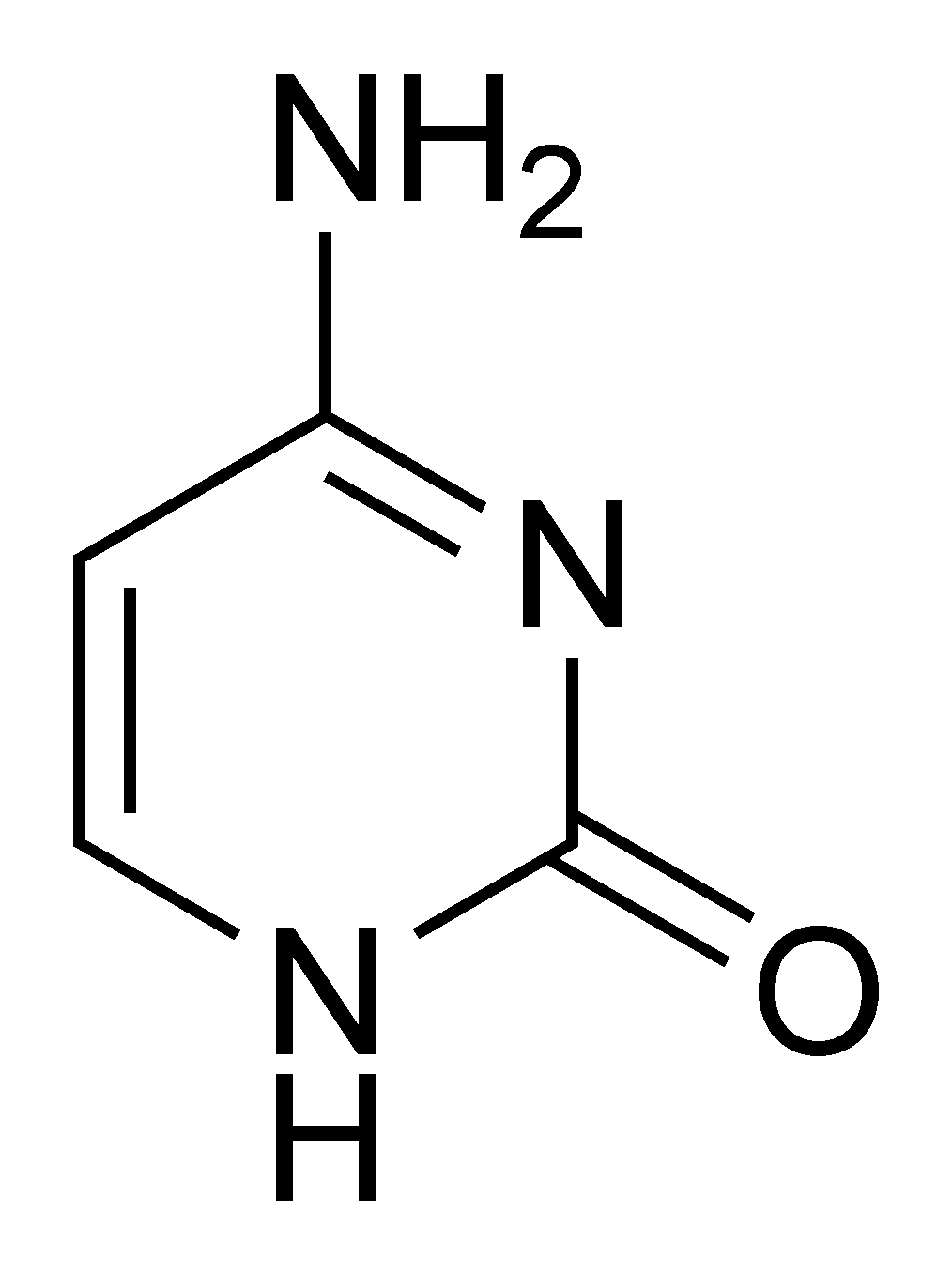
Citosina
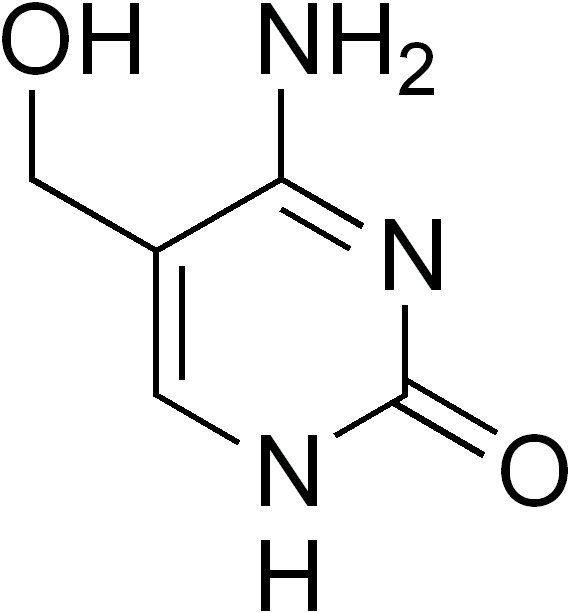
5-Hidroximetilcitosina